# Buriti dos Montes
Buriti dos Montes é um município brasileiro do estado do Piauí. Localiza-se na microrregião de Campo Maior, mesorregião do Centro-Norte Piauiense. Sua área territorial é de 2.437,326 km² e sua população, conforme estimativas do IBGE de 2021, era de 8 282 habitantes.

## História
Até o início da década de 1990, a localidade era um dos distritos da cidade de Castelo do Piauí. Em 29 de abril de 1992, foi elevada a categoria de cidade e emancipou-se, politicamente, em 1 de janeiro de 1993, quando Francisco Soares (PFL) foi eleito com 1.546 votos e assumiu a prefeitura.

## Economia
Uma das atrações do município é o cânion do rio Poti, aquecendo o turismo local, porém, a economia é potencializada na  agricultura de grãos e criação de pequenos animais.

## Localização
| Noroeste: Juazeiro do Piauí | Norte: Milton Brandão e Pedro II | Nordeste: Poranga/CE              |
| Oeste: Castelo do Piauí     |                                  | Leste: Crateús/CE e Ipaporanga/CE |
| Sudoeste: Castelo do Piauí  | Sul: São Miguel do Tapuio        | Sudeste: Crateús/CE               |

## Lista de prefeitos
- Francisco Soares 1993 a 1996
- Professor Soares. 1997 a 2000
- Valmi Soares 2001 a 2004
- Valmi Soares 2005 a 2008
- Professor Soares 2009 a 2012
- Valmi Soares 2013 a 2016
- Valmi Soares 2017 a 2020
- Olavo loiola 2021 a 2024
- Olavo loiola 2025 a 2028